# Qatar ExxonMobil Open 2010
Qatar ExxonMobil Open 2010 var en tennisturnering som under 2010 ingick i herrarnas ATP-tour. Turneringen spelades i Doha, Qatar. Ryssen Nikolaj Davydenko finalbesegrade spanjoren Rafael Nadal.

## Seedning

### Herrsingel
| 1. Roger Federer (Semifinal) 2. Rafael Nadal (Finalist) 3. Nikolaj Davydenko (Mästare) 4. Michail Juzjnyj (Första omgången) | 1. Viktor Troicki (Semifinal) 2. Albert Montañés (Första omgången) 3. Ivo Karlović (Kvartsfinal) 4. Guillermo García-López (Första omgången) |

### Herrdubbel
| 1. Daniel Nestor Nenad Zimonjić (Första omgången) 2. František Čermák Michal Mertiňák (Finalist) | 1. Mariusz Fyrstenberg Marcin Matkowski (Kvartsfinal) 2. Christopher Kas Dick Norman (Semifinal) |

## Tävlingar

### Herrsingel
Nikolaj Davydenko bes.  Rafael Nadal

### Herrdubbel
Guillermo Garcia-Lopez /  Albert Montanes bes.  Frantisek Cermak /  Michal Mertinak